# Buddy Rich
Bernard Rich, detto Buddy (New York, 30 settembre 1917 – Los Angeles, 2 aprile 1987), è stato un batterista e bandleader statunitense.
Tuttora considerato come uno dei più grandi batteristi di tutti i tempi per tecnica, velocità, potenza e creatività, Buddy Rich è stato fonte di ispirazione per generazioni di batteristi tra i quali Billy Cobham, Neil Peart, Dave Weckl, Dennis Chambers, Steve Smith, Virgil Donati, Vinnie Colaiuta, Steve Gadd, John Bonham, Ian Paice, Keith Moon, Phil Collins, Jojo Mayer, Mike Mangini, Travis Barker e Carl Palmer. Gene Krupa definì Rich "Il più grande batterista che abbia mai respirato".

## Biografia
Nato a Brooklyn da Bess Skolnik e Robert Rich, entrambi ebrei americani, è destinato a vivere nell'ambiente dello spettacolo: infatti all'età di due anni è già sul palco per suonare l'inno americano nello spettacolo che i suoi genitori portavano in giro per gli States. All'età di 4 anni si esibisce come ballerino di tip tap e batterista. All'età di 6 anni è già in piena attività come solista in uno spettacolo (Traps the Drum Wonder). A 11 anni è leader di una propria orchestra. La sua carriera nel jazz inizia nel 1936 con Art Shapiro e solo dopo un anno inizia a raccogliere i primi successi nell'orchestra di Hot Lips Page. Nell'orchestra di Joe Marsala si creò la fama di band driver, infatti tra il 1938 e il 1945 suonò con tutte le più famose orchestre di swing dell'epoca, tra cui Bunny Berigan, Harry James, Artie Shaw, Tommy Dorsey e Count Basie. Sempre negli anni quaranta assieme a Kenny Clarke, Art Blakey e Max Roach è fra i creatori del nuovo stile destinato a cambiare il Jazz, cioè il Be-Bop. Nel 1945 organizza la sua prima Big Band ma alterna ancora presenze nelle orchestre con Harry James, Charlie Ventura, Tommy Dorsey, Les Brown e Joséphine Baker.
Le sue fonti di ispirazione furono Chick Webb e Gene Krupa, che lo aiutò ai suoi esordi (Buddy Rich vinse una edizione dello "Slingerland Contest", gara fra batteristi organizzata dallo stesso Krupa assieme alla fabbrica di batterie Slingerland) e del quale fu sempre grande amico.
Dal 1966 fino alla sua morte, ha guidato big band di successo in un'epoca in cui la loro popolarità era diminuita. Continuò a suonare nei club ma dichiarò nelle interviste che la maggior parte delle esibizioni della sua band erano in scuole superiori, college e università piuttosto che nei club. Fu un batterista di sessione per molte registrazioni, dove il suo modo di suonare era spesso meno prominente che nelle sue performance con la big band. Particolarmente notevoli furono le sessioni per Ella Fitzgerald e Louis Armstrong, e il trio di Oscar Peterson con il bassista Ray Brown e il chitarrista Herb Ellis.
Eseguì un arrangiamento per big-band di un medley da West Side Story che fu pubblicato sull'album " Swingin' New Big Band" del 1966. Il "West Side Story Medley", arrangiato da Bill Reddie, mise in evidenza la capacità di Rich di mostrare la spinta propulsiva della sua batteria nella performance della band. Buddy Rich ricevette l'arrangiamento di West Side Story, cioè delle melodie del musical di Leonard Bernstein a metà degli anni sessanta: trovò la musica piuttosto impegnativa e gli ci volle quasi un mese di prove continue per perfezionarla. Più tardi però la medley divenne un punto fermo delle sue esibizioni dal vivo. Una performance di sei minuti di "Prologue/Jet Song" tratta dalla suite summenzionata, fu eseguita anche durante la registrazione dell'evento dal vivo "Frank Sinatra: Concert for the Americas" del 20 agosto 1982, che si trova sul DVD intitolato appunto "Frank Sinatra: Concert for the Americas". Un estratto di questa performance si può trovare anche su YouTube con il titolo "Buddy Rich - Impossible Drum Solo", in cui l'artista sfodera il meglio della sua formidabile tecnica della mano sinistra, unita alla velocità, musicalità e ampia gamma dinamica della mano destra. Ciò che rende unica questa performance è che, durante quel concerto, a 65 anni, Rich porta a termine un assolo di batteria nonostante venga colpito a metà esecuzione da un infarto, che lo costringerà ad un ricovero immediato in ospedale subito dopo la fine del concerto.
Un'altra notevole registrazione dal vivo della "Channel One Suite" si trova sull'album "Mercy, Mercy" registrato al Caesars Palace nel 1968. L'album fu acclamato come la "migliore registrazione a tutto tondo della big band di Buddy Rich".
Rich andò in tour e si esibì fino alla fine della sua vita. All'inizio di marzo 1987, era in tour a New York quando fu ricoverato in ospedale dopo aver subito una paralisi al lato sinistro che i medici credevano fosse stata causata da un ictus. Fu trasferito in California all'UCLA Medical Center di Los Angeles per degli esami, dove i medici scoprirono e rimossero un tumore al cervello il 16 marzo. Fu dimesso una settimana dopo, ma continuò a ricevere trattamenti giornalieri di chemioterapia in ospedale. Il 2 aprile 1987 morì per un'inaspettata insufficienza respiratoria e cardiaca dopo un trattamento legato al tumore maligno al cervello. Sua moglie Marie e sua figlia Cathy lo seppellirono nel Westwood Village Memorial Park Cemetery di Los Angeles. Aveva 69 anni.
Dalla morte di Rich, sono stati tenuti numerosi concerti commemorativi. Nel 1994, l'album tributo a Rich "Burning for Buddy: A Tribute to the Music of Buddy Rich"  fu pubblicato con notevole successo di vendite. Prodotto dal batterista e paroliere dei Rush, Neil Peart, l'album contiene esecuzioni di brani di Rich da parte di diversi batteristi jazz e rock come Joe Morello, Steve Gadd, Max Roach, Billy Cobham, Dave Weckl, Simon Phillips, Steve Smith e lo stesso Peart, accompagnati dalla Buddy Rich Big Band.

## La tecnica
La tecnica di Rich è molto musicale e mai ripetitiva, fatta di velocità, esecuzione fluida e precisione: è una delle più ammirate nell'utilizzo di questo strumento ed è diventata uno standard di riferimento comune fra i batteristi di musica jazz e non solo. 
Rich perfezionò uno stile basato su un elementare uso della coordinazione destra-sinistra, unito ad una strabiliante tecnica della mano sinistra sul tamburo rullante. Semplici figure ritmiche della mano sinistra vengono distribuite, amplificate e ripetute dalla mano destra sui vari componenti della batteria, dai piatti fino alla grancassa. Nonostante la velocità di esecuzione egli riusciva a non scadere nel puro tecnicismo grazie alla sua grande fantasia ritmica. Inoltre ha spesso usato tecniche di contrasto rullante-piatti per evitare che lunghi assoli di batteria diventassero banali, giocando molto sulle differenze di volume. Una metodologia che usava nella maggior parte degli assoli iniziava con un semplice rullo a colpo singolo sul rullante che raccoglieva velocità e potenza. Quindi spostava lentamente le bacchette verso il cerchio esterno, diventando più silenzioso. E infine giocava sul cerchio metallico del rullante stesso, mantenendo la stessa velocità. Quindi invertiva l’effetto e si spostava lentamente verso il centro del rullante aumentandone il volume.
Nell'uso della bacchetta sinistra, Rich usava la “Traditional grip” (una tecnica comunemente usata dai batteristi jazz, attraverso la quale la bacchetta è inserita tra medio ed anulare della mano sinistra e governata dal pollice a guisa di bilanciere) anche se a volte non disdegnava la “Matched grip” (mano sinistra e mano destra impugnano le bacchette in maniera identica con le quattro dita intere) quando eseguiva delle rullate su tom e timpani che rendevano le sue esibizioni molto più sceniche e piacevoli per il pubblico. 

## Discografia
- 1952 – Swinging Count
- 1953 – Buddy Rich Swinging
- 1953 – Swingin' Buddy Rich
- 1955 – Buddy and Sweets
- 1955 – Hampton-Tatum-Rich Trio

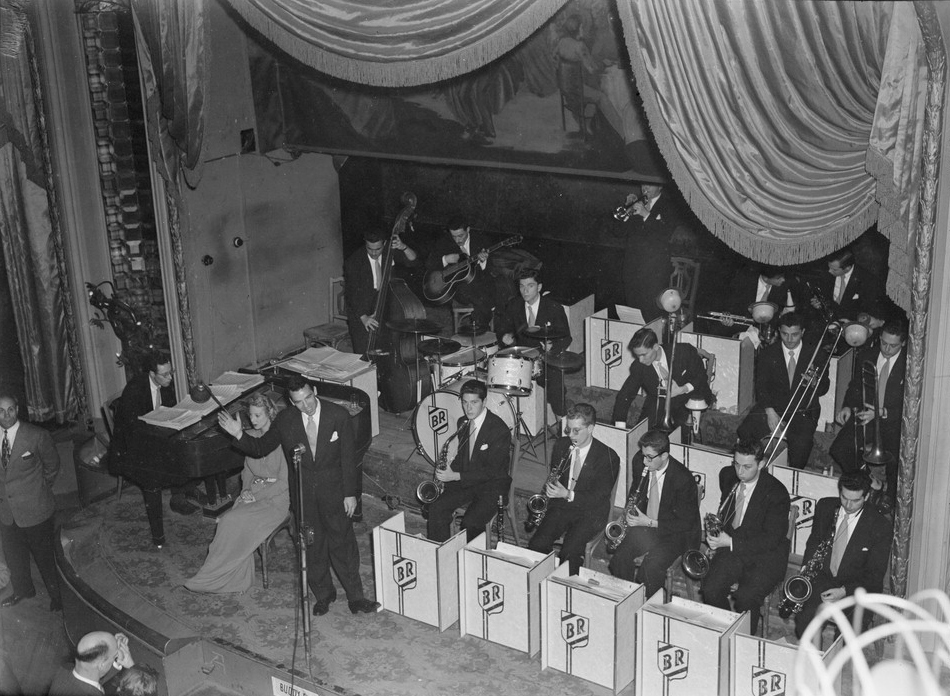
La Big band di Buddy Rich negli anni quaranta

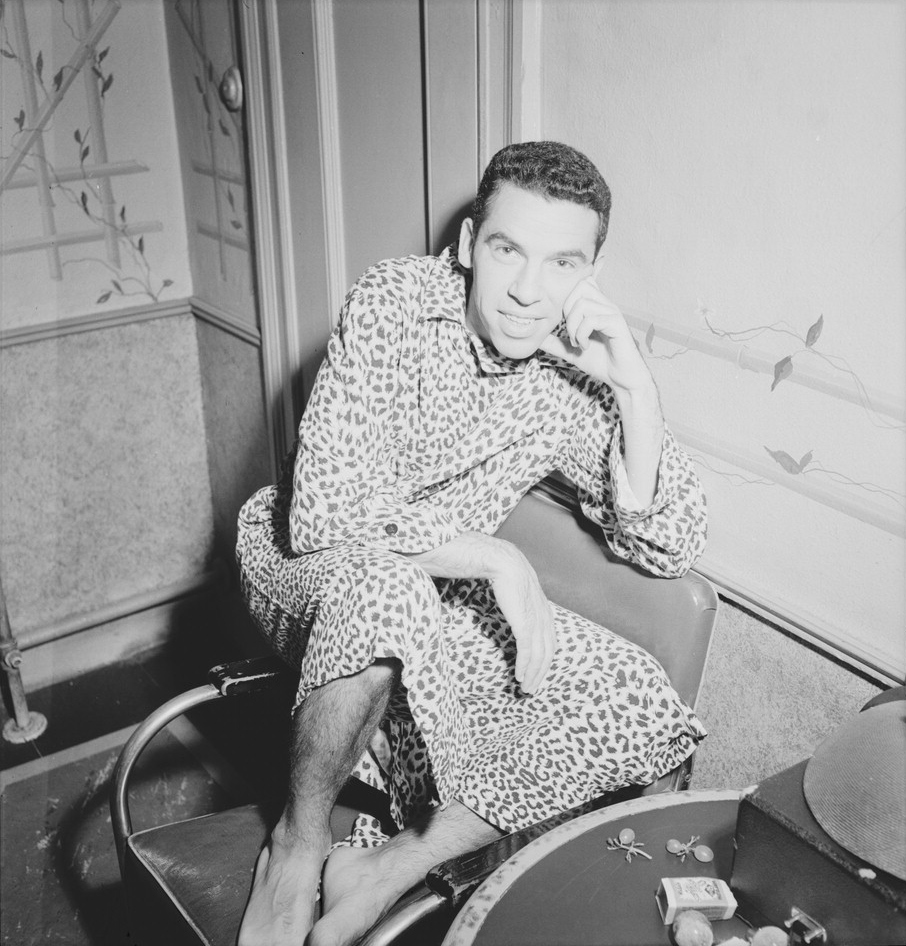
Buddy Rich a New York nel 1946

- 1955 – Sing and Swing with Buddy Rich
- 1955 – Wailing Buddy Rich
- 1956 – Buddy Rich Sings Johnny Mercer
- 1956 – This One's for Basie
- 1957 – Buddy Rich Just Sings
- 1957 – Just Sings
- 1958 – Buddy Rich in Miami
- 1959 – Buddy Rich
- 1959 – Rich Versus Roach
- 1959 – Richcraft
- 1959 – Voice Is Rich
- 1960 – Driver [LP]
- 1961 – Blues Caravan
- 1961 – Playmates
- 1966 – Swingin' New Band
- 1966 – Swingin' New Big Band
- 1967 – Big Band Shout
- 1967 – Big Swing Face
- 1967 – New One!
- 1968 – Mercy, Mercy
- 1968 – Rich Ala Rahka
- 1969 – Buddy & Soul
- 1969 – Super Rich
- 1970 – Keep the Customer Satisfied
- 1971 – Buddy Rich in London
- 1971 – Different Drummer
- 1971 – Time Being
- 1971 – Very Live at Buddy's Place
- 1972 – Stick It
- 1973 – Roar of '74
- 1974 – Last Blues Album, Vol. 1
- 1974 – Transition
- 1975 – Big Band Machine [Groove Merchant]
- 1976 – Speak No Evil
- 1977 – Best Band I Ever Had
- 1977 – Buddy Rich Plays and Plays and Plays
- 1977 – Class of '78
- 1977 – Europe '77
- 1977 – Lionel Hampton Presents Buddy Rich
- 1977 – Sound of Jazz
- 1978 – Mr. Drums
- 1978 – Zoot Sims: Air Mail Special
- 1980 – Live at Ronnie Scott's
- 1981 – Buddy Rich Band
- 1984 – Tuff Dude
- 1985 – Mr. Drums: Live on King Street, San Francisco
- 1986 – Last Known Taped Live Performance at Grendale Lair, Philadelphia PA.: December 8, 1986
- 1987 – Compact Jazz: Buddy Rich
- 1990 – Groove Merchant
- 1991 – Rags to Riches
- 1992 – Swingin' New Big Band/Keep the Customer Satisfied
- 2000 – Buddy Rich at the Hollywood Palladium
- 2001 – Best Band I Ever Had [Super Audio CD]
- 2002 – Poor Little Rich Bud
- 2002 – Rich Versus Roach [Japan Bonus Tracks]
- 2003 – Buddy's Cherokee: The Lionel Hampton Sessions
- 2003 – Live Concert: Buddy's Place
- 2004 – No Funny Hats
- 2006 – Rich in London